# Crotalaria burttii
Crotalaria burttii är en ärtväxtart som beskrevs av Baker f.. Crotalaria burttii ingår i släktet sunnhampor, och familjen ärtväxter. Inga underarter finns listade i Catalogue of Life.